# Guerino Vanoli Basket
Guerino Vanoli Basket, conocido por cuestiones de patrocinio Vanoli Cremona, es un club de baloncesto italiano con sede en Cremona, que disputa sus partidos en el estadio PalaRadi, con capacidad para 3.519 espectadores. Compite en la Serie A2, la segunda categoría del baloncesto italiano, tras haber descendido en 2022. Hasta 2011 su denominación de la sociedad era la de Gruppo Triboldi Basket.

## Historia
El club se fundó en 1999, pasando por todas las categorías inferiores del baloncesto italiano, hasta que en la temporada 2008-2009 acabó en la tercera posición de la Legadue, ganando posteriormente el play-off que daba derecho a la segunda plaza de ascenso a la Serie A.

## Nombres
- Tamoil Soresina

(1999-2003)
- Vanoli Soresina

(2003-2009)
- Vanoli Cremona

(2009-2010)
- Vanoli-Braga Cremona

(2010-2012)
- Vanoli Cremona

(2012-)

## Posiciones en Liga
| Temporada | Nivel | Liga    | Pos. | Copa de Italia | Competiciones europeas | Competiciones europeas |
| --------- | ----- | ------- | ---- | -------------- | ---------------------- | ---------------------- |
| 2011–12   | 1     | Serie A | 10.º |                |                        |                        |
| 2012–13   | 1     | Serie A | 11.º |                |                        |                        |
| 2013–14   | 1     | Serie A | 14.º |                |                        |                        |
| 2014–15   | 1     | Serie A | 12.º |                |                        |                        |
| 2015–16   | 1     | Serie A | 4.º  | Semifinales    |                        |                        |
| 2016–17   | 1     | Serie A | 16.º |                |                        |                        |
| 2017–18   | 1     | Serie A | 8.º  | Semifinales    |                        |                        |
| 2018–19   | 1     | Serie A |      | Campeón        |                        |                        |

## Palmarés
- Copa de Italia
  - Campeón (1): 2019

- Legadue
  - Campeón (1): 2009

- Copa de Italia de Legadue
  - Subcampeón (2): 2006, 2009

- B1
  - Campeón Grupo A (1): 2006
  - Subcampeón (2): 2003, 2006

## Jugadores destacados
| - Hrvoje Perić - Michalis Kakiouzis - Vangelis Sklavos - Tuukka Kotti - Daniele Cinciarini - Marco Cusin - Lorenzo D'Ercole - Luca Infante - Flavio Portaluppi - Luca Vitali - Ernests Kalve - Donatas Zavackas - Blagota Sekulić - Marko Milic - Marko Tušek - Uroš Tripković - Rudy Mbemba - Artur Drozdov - Troy Bell - James Bell - Brian Chase |  | - Cameron Clark - Ed Daniel - Jazzmarr Ferguson - Je'Kel Foster - Darrius Garrett - Justin Graham - Lance Harris - Kenny Hayes - Travis Hyman - Aaron Johnson - Curtis Kelly - David Lighty - Quadre Lollis - J.R.Reynolds - Jason Rich - Terrence Roderick - Reyshawn Terry - Brandon Thomas - Von Wafer - Deron Washington - Travis Watson |  | - - Ariel Filloy - - Silvio Gigena - - Jonathan Tabu - - Andrija Stipanović - - Kyle Johnson - - Earl Rowland - - Shawn Huff - - Ben Woodside - - Ryan Bucci - - Dante Calabria - - Jarrius Jackson - - Gary Forbes - - Keith Langford |